# 이성룡
이성룡(李成龍, 1966년 1월 5일~)은 대한민국의 정치인이다. 제5·6·8대 울산광역시의원이다.

## 학력
- 울산양사초등학교
- 울산제일중학교
- 학성고등학교
- 울산대학교 경영학과
- 울산대학교 정책대학원 졸업(행정학 석사)

## 경력
- 한나라당 울산시당 조직팀장
- 한국자유총연맹 중구지회장
- (주)한진종합건설 이사
- 2010.07 ~ 2014.06: 제5대 울산광역시의회 의원
- 2014.07 ~ 2018.06: 제6대 울산광역시의회 의원
- 재단법인 경암문화장학재단 이사장
- 2022.07 ~ : 제8대 울산광역시의회 의원
  - 2022.07 ~ 2024.06: 제8대 울산광역시의회 전반기 부의장
  - 2022.07 ~ 2024.06: 제8대 울산광역시의회 전반기 교육위원회 위원
  - 2022.07 ~ 2024.06: 제8대 울산광역시의회 전반기 공공보건의료특별위원회 위원
  - 2022.07 ~ 2024.06: 제8대 울산광역시의회 전반기 기업·민생경제특별위원회 위원
  - 2024.07 ~ 2024.10: 제8대 울산광역시의회 후반기 의장
  - 2024.10 ~ 2025.03: 제8대 울산광역시의회 후반기 교육위원회 위원
  - 2025.03 ~ : 제8대 울산광역시의회 후반기 의장
- 2025.03 ~ : 제19대 전반기 대한민국시도의회의장협의회 고문
- 2025.05~2025.06: 제21대 대통령 선거 국민의힘 김문수 대통령 후보 울산 선거대책위원회 선거대책본부장

## 역대 선거 결과
|  | 38.9% |

|  | 66.87% |

|  | 62.8% |